# Nufringen
Nufringen é um município da Alemanha, no distrito de Böblingen, na região administrativa de Estugarda , estado de Baden-Württemberg.